# Serinus gularis
Serinus gularis là một loài chim trong họ Fringillidae.